# Gil Nicolescu
Gil Nicolescu (n. 1 martie 1942 – d. 2020) a fost un pictor român. În 1959 a urmat cursurile Liceului de Arte Plastice Nicolae Tonitza, avându-i ca profesori pe Mihai Rusu și Alexandru Cumpătă. În 1963 absolvă Facultatea de Arte Plastice a Institutului Pedagogic București, sub îndrumarea pictorilor Rodica și Iacob Lazăr. După terminarea studiilor combină activitatea de pictor cu grafică publicitară și design (vitralii, panouri decorative, etc.). Concomitent predă desenul în sistemul școlar din București. Din 1966 participă la expozițiile anuale și bienale. Membru al Uniunii Artiștilor Plastici din 1968. Lucrează pentru o scurtă perioadă (1976) la departamentul decoruri al Studioului Bavaria Film, München. Din 1978 activează în Statele Unite ale Americii, mai întâi ca freelancer pentru Gerald Shoenfeld Agency, executând layouturi la diverse produse. În vara aceluiași an este angajat de tipografia Pallete Printing din New York ca art director până în 1983, când își înființează propriul studio de grafică publicitară la New Rochelle (New York). În 1984 frecventează cursuri post universitare la New York Institute of Technology iar în 1992 la Monroe College din New Rochelle. Din 1998 reintră în viața artistică din România mai multe expoziții personale și prin participări la expoziții de grup.

## Expoziții

### Personale
• Galeria Simeza, București, România, 1972
• Galeria Khoury, Bremen, Germania, 1974
• Pelham Manor Art Center,Pelham, N.Y., SUA, 1986
• Galeria Orizont, București ,România, 1998
• Căminul Artei, București ,România, 2002
• Galeria Galateca, București ,România, 2006
• Galeria Dialog a primăriei sectorului 2, București, România, 2013

### De grup
• Galeria Amfora,București, România, 1969, Patru pictori ( Maria Zamfirescu-Meșteru, Barbu Nițescu, Josef Krijanovski, Gil Nicolescu)
• Galeria Apollo, București, România, 1970, Cinci artiști (Vasile Brătulescu, Stelian Borteanu, Gil Nicolescu, Ion Mițurcă, Gh. Vartic)
• Galeria Apollo, București, România, 1971, Constructivism
• Galeria Orizont, București, România, 1973
• Summer Art Festival, World Trade Center, București, România, 1998
• Târgul Internațional de Artă, Palatul Cotroceni, București, România, 1999
- „Artistul și Puterea. Ipostaze ale picturii românești în perioada 1950-1990”, Biblioteca Națională a României, 2012

### Românești în străinătate
• Varșovia, Polonia, 1967, Tineri pictori români
• Torino, Italia, 1969, Artiști români
• Lüdensheid, Germania, 1969, Artiști români
• Viena, Austria, 1969, Artiști români
• Belgrad, Jugoslavia, 1971, Arta românească
• Osaka, Japonia, 1973, Pictori români contemporani

### Internaționale
• Köln, Germania, Inter-art Galerie, 1977
• Profile Gallery, New York, SUA, 1978
• Albou Gallery, Teaneck, New Jersey, SUA, 1979
• The Art Show of New Jersey, SUA, 1980
• Gerulak & Deville Gallery, New York, SUA, 1984
• World Bank, Washington D.C., SUA, 1990, Artiști români în sprijinul revoluției
• În 1983 primește premiul I pentru grafică la The annual art show, Pelham Manor, New York, SUA
• Lucrări ale sale se află în importante colecții de stat și particulare din România, SUA, Țările de Jos, Germania, Japonia, Franța, Elveția, etc.